# Slowakische Beachhandball-Nationalmannschaft der Juniorinnen
Die slowakische Beachhandball-Nationalmannschaft der Juniorinnen repräsentiert den nationalen Handballverband der Slowakei auf internationaler Ebene bei Länderspielen im Beachhandball als Auswahlmannschaft gegen Mannschaften anderer nationaler Verbände.
Die U-Nationalteams fungieren als Unterbau der A-Nationalmannschaft. Das männliche Pendant ist die slowakische Beachhandball-Nationalmannschaft der Junioren.

## Geschichte
Erstmalig trat eine weibliche Nachwuchs-Nationalmannschaft im Beachhandball bei den Junioren-Europameisterschaften 2015 der Altersklasse U-19 im spanischen Lloret de Mar an. Nachdem in der Vorrunde den favorisierten Deutschen gleich der erste Satz abgenommen wurde, verlor die Mannschaft anschließend nicht nur das Spiel im Shootout, sondern auch die drei folgenden Spiele in zwei Sätzen, wenngleich vereinzelt Sätze sehr eng umkämpft waren. Danach gewann die Mannschaft beide Spiele in der Platzierungsrunde und wurde am Ende Siebte unter neun Mannschaften. Weniger erfolgreich verliefen die U-17-Junioren-Europameisterschaften 2019 in Stare Jabłonki, Polen. Die Slowakei verlor alle ihre fünf Spiele in der Vor- und Trostrunde und abschließend auch das Spiel um Rang 13 gegen Kroatien in jeweils zwei Sätzen. Am Ende belegte das Team damit den 14. und letzten Rang.

## Teilnahmen
| Olympische Jugendspiele - 2018 (U 18): keine Teilnahme - 2026 (U 18): Junioren-Weltmeisterschaften - 2017 (U 17): nicht qualifiziert - 2022 (U 18): nicht qualifiziert | Europameisterschaften - 2008 (U 18): keine Teilnahme - 2011 (U 19): keine Teilnahme - 2012 (U 18): keine Teilnahme - 2013 (U 19): keine Teilnahme - 2014 (U 18): keine Teilnahme - 2015 (U 19): 7. - 2016 (U 16): keine Teilnahme - 2017 (U 17): keine Teilnahme - 2018 (U 18): keine Teilnahme - 2019 (U 17): 14. - 2020 (U 16): ausgefallen - 2021 (U 17): keine Teilnahme - 2022 (U 16): keine Teilnahme - 2023 (U 17): keine Teilnahme - 2024 (U 16): |

- JEM 2015 (U 19): Vladimíra Bajčiová • Martina Blehová • Tatiana Gajdošíková • Barbora Hanzalíková • Adriána Holejová • Silvia Kocaniková • Katarina Muliková • Erika Rajnohová • Tatiana Šutranova • Katalin Szabó[2]

- JEM 2019 (U 19): Sofia Hámorská • Klára Havelková • Nicol Hladíková • Kristína Jánošiková • Erika Michalcová • Klára Paulínyová • Barbora Polievková • Simona Rovňáková • Ivana Velická • Terézia Zubáňová • Ersatz: Dorota Bačenková • Lucia Leštinová • Sára Švajdlenková[3]

## Trainer
- 2015: Michal Lukačín
- 2019: Ján Lajčák